# Jazz Mad
Jazz Mad è un film muto del 1928 diretto da F. Harmon Weight.

## Trama
Elsa Hausmann vorrebbe sposare Leo Ostberg, un suo corteggiatore, ma esita nel decidersi a causa di suo padre, un musicista europeo che ha grosse difficoltà finanziarie, perché non riesce a vendere le sue composizioni. Per aiutare la figlia, il vecchio Hausmann accetta di dirigere un'orchestra comica in uno spettacolo di vaudeville. Ma il padre di Leo, dopo aver assistito alla rivista, insiste con il figlio per fargli rompere il fidanzamento. Hausmann si ammala, con i nervi che gli cedono a causa delle sue precarie condizioni. I medici che lo hanno in cura dichiarano che solo uno shock potrà riportarlo alla ragione. Elsa, insieme a Levy, un agente teatrale, organizza in una sala all'aperto un concerto dove saranno eseguite le musiche di Hausmann. Quando il compositore sente suonare la propria musica, si alza in piedi, precipitandosi sul palco dove il direttore d'orchestra lo presenta al pubblico. Hausmann, allora, prende in mano la bacchetta e continua a dirigere lui l'orchestra: il successo che ne consegue, assicurerà anche la felicità di Elsa.

## Produzione
Il film fu prodotto dall'Universal Pictures.
Nei panni del direttore d'orchestra appare Alfred Hertz, vero direttore che conduce la Hollywood Bowl Symphony Orchestra.

## Distribuzione
Il copyright del film, richiesto dall'Universal Pictures Corp., fu registrato il 25 gennaio 1928 con il numero LP24918.
Distribuito dall'Universal Pictures anche con il titolo The Symphony, negli Stati Uniti il film fu presentato in prima a New York il 6 luglio 1928, uscendo poi nelle sale il 18 novembre. Nel Regno Unito, venne distribuito dall'European Motion Picture Company il 20 agosto 1928, mentre in Danimarca, sempre nello stesso anno, uscì il 22 ottobre con il titolo Gamle Melodier.
Copia della pellicola viene conservata negli archivi della Library of Congress.